# 2024-es magyar atlétikai bajnokság
A 2024-es magyar atlétikai bajnokság a 129. bajnokság volt. A pályabajnokságot a Lantos Mihály Sportközpontban rendezték.

## Helyszínek
- Téli dobóbajnokság, február 28., Nemzeti Atlétikai Központ
- 20 km-es gyaloglás: március 24., Békéscsaba
- maraton: április 21., Bécs
- 10 000 m: április 27., Gödöllő, MATE Atlétikai Centrum
- váltóbajnokság: május 18., Kaposvár, Bodosi Mihály Atlétikai Pálya
- többpróba, május 25–26., Budapest, Lantos Mihály Sportközpont
- 10 000 m-es gyaloglás: június 22., Iharos Sándor atlétika pálya
- pályabajnokság: június 29–30., Budapest, Lantos Mihály Sportközpont
- félmaraton: szeptember 8., Budapest
- mezeifutó bajnokság: november 16., Gödöllő, kastély park

## Eredmények

### Férfiak
| Versenyszám            | Arany                                                                              | Arany            | Ezüst                                                                    | Ezüst            | Bronz                                                                        | Bronz            |
| ---------------------- | ---------------------------------------------------------------------------------- | ---------------- | ------------------------------------------------------------------------ | ---------------- | ---------------------------------------------------------------------------- | ---------------- |
| 100 m                  | Deák Zalán Kecskeméti ARC                                                          | 10,44            | Szabó Dániel Alba Regia AK                                               | 10,48            | Boros Bence Nyíregyházi SC                                                   | 10,59            |
| 200 m                  | Molnár Attila Ferencvárosi TC                                                      | 20,84            | Wahl Zoltán Tatabányai SC                                                | 21,09            | Deák Zalán Kecskeméti ARC                                                    | 21,13            |
| 400 m                  | Molnár Attila Ferencvárosi TC                                                      | 45,40            | Enyingi Patrik MATE-GEAC                                                 | 46,00            | Kovács Árpád Szegedi VSE                                                     | 46,32            |
| 800 m                  | Vindics Balázs Újpesti TE                                                          | 1:49,54          | Pálvölgyi Levente Ikarus BSE                                             | 1:49,63          | Kovács Ferenc Soma Sportolj Velünk SE                                        | 1:50,43          |
| 1500 m                 | Kovács Ferenc Soma Sportolj Velünk SE                                              | 3:47,17          | Szögi István Sportolj Velünk SE                                          | 3:47,72          | Szirbek Albert Sportolj Velünk SE                                            | 3:49,05          |
| 5000 m                 | Szögi István Sportolj Velünk SE                                                    | 14:11,17         | Sós Barnabás Margitszigeti AC                                            | 14:15,65         | Lomb Ádám Pécsi VSK                                                          | 14:16,23         |
| 10 000 m               | Lomb Ádám Pécsi VSK                                                                | 29:49,64         | Csere Gáspár TFSE                                                        | 29:50,42         | Sós Barnabás Margitszigeti AC                                                | 30:18,55         |
| maraton                | Szemerei Levente Szekszárdi SK                                                     | 2:14:12          | Burucs Ferenc ELTE Sashegyi Gepárdok                                     | 2:26:00          | Zvekán Zsombor Tiszakécske VSE                                               | 2:32:04          |
| maraton csapat         | Szemerei Levente Zsigmond Előd Czencz Péter Szekszárdi SK                          | 7:36:01          | Burucs Ferenc Szabó Gábor Németh Gábor ELTE Sashegyi Gepárdok 1          | 7:43:18          | Borbély Sándor Kovács Attila Tomka János Szombathelyi Egyetemi SE            | 9:11:02          |
| 110 m gát              | Szeles Bálint Egri VSI                                                             | 13,73            | Eszes Dániel VS Dunakeszi                                                | 13,96            | Gálpál Zsombor Bp. Honvéd                                                    | 14,10            |
| 400 m gát              | Bánóczy Árpád Vasas                                                                | 50,19            | Molnár Csaba Ikarus BSE                                                  | 50,89            | Birovecz Bátor Újpesti TE                                                    | 51,03            |
| 3000 m akadály         | Palkovits István Kecskeméti ARC                                                    | 8:44,74          | Lesták Ármin MATE-GEAC                                                   | 8:48,97          | Deák Bence Bp. Honvéd                                                        | 9:18,50          |
| magasugrás             | Jankovics Dániel MTK Budapest                                                      | 2,23 m           | Bakosi Péter NYSC                                                        | 2,12 m           | Guth Mátyás MATE-GEAC                                                        | 2,12 m           |
| rúdugrás               | Böndör Márton Győri AC                                                             | 5,32 m           | Kéri Tamás Ferencvárosi TC                                               | 5,10 m           | Varga Iván MTK Budapest                                                      | 5,00 m           |
| távolugrás             | Szabó László Ferencvárosi TC                                                       | 7,81 m           | Pap Kristóf TFSE                                                         | 7,79 m           | Hajdu Áron Diósgyőri VTK                                                     | 7,65 m           |
| hármasugrás            | Galambos Tibor Ferencvárosi TC                                                     | 15,40 m          | Rivasz Martin Ferencvárosi TC                                            | 15,16 m          | Iván Zsombor Debreceni SC-SI                                                 | 14.94 m          |
| súlylökés              | Tóth Balázs Nyíregyházi SC                                                         | 17,51 m          | Kovács László Ikarus BSE                                                 | 17,24 m          | Fekete István Kecskeméti ARC                                                 | 17,16 m          |
| diszkoszvetés          | Szikszai Róbert Nyíregyházi SC                                                     | 61,62 m          | Huszák János Dobó SE                                                     | 60,13 m          | Strigencz Zalán VEDAC                                                        | 55,53 m          |
| kalapácsvetés          | Rába Dániel Dobó SE                                                                | 73,99 m          | Czeller Gábor VEDAC                                                      | 73,17 m          | Varga Donát Dobó SE                                                          | 71,13 m          |
| gerelyhajítás          | Rivasz-Tóth Norbert Szolnoki SC-SI                                                 | 70.02 m          | Kovács Noel Ikarus BSE                                                   | 68,99 m          | Herczeg György                                                               | 68,16 m          |
| tízpróba               | Gálpál Zsombor Bp. Honvéd                                                          | 7985             | Gábris Dávid KSI                                                         | 6221             | Tari Tibor György TFSE                                                       | 5902             |
| 5000 m gyaloglás       | Tóth Norbert H. Szondi                                                             | 21:00,17         | Tokodi Dávid Ferencvárosi TC                                             | 21:38,39         | Bor Benjámin Békéscsabai AC                                                  | 21:57,05         |
| 10 000 m gyaloglás     | Helebrandt Máté NYSC                                                               | 39:05,1          | Venyercsán Bence Bp. Honvéd                                              | 39:11,1          | Tóth Norbert H. Szondi SE                                                    | 41:20,1          |
| 20 000 m gyaloglás     | Csontos Imre BEAC                                                                  | 1:42:30,30       | Tokodi Dávid Ferencvárosi TC                                             | 1:42:43,26       | Papp Ferenc Szegedi VSE                                                      | 1:50:45,83       |
| 20 km gyaloglás        | Venyercsán Bence Bp. Honvéd                                                        | 1:21:42          | Helebrandt Máté NYSC                                                     | 1:21:44          | Tóth Norbert H. Szondi SE                                                    | 1:23:23          |
| 20 km gyaloglás csapat | Nem volt induló.                                                                   | Nem volt induló. | Nem volt induló.                                                         | Nem volt induló. | Nem volt induló.                                                             | Nem volt induló. |
| 4 × 100 m              | Csornai János Mészáros Balázs Szabó Dániel Bolla Gergő Alba Regia AK               | 40,86            | Medgyessy Máté Pázmándi Dominik Sipos János Szabó Dániel Szolnoki MÁV    | 41,60            | Kádasi Zalán Szilágyi Péter (atléta) Kállai Balázs Gálpál Zsombor Bp. Honvéd | 41,66            |
| 4 × 200 m              | Csornai János Szabó Dániel Bolla Gergő Mészáros Balázs Alba Regia AK               | 1:26,90          | Berek András Zuber Marcell Dublinszki Iván Rivasz Martin Ferencvárosi TC | 1:27,56          | Durkó Dávid Gergely Szücs Richárd Komáromi Ádám Mátyás Pesti Máté Csepel TC  | 1:32,35          |
| 4 × 400 m              | Szilveszter Marcell Csahóczi Csanád Vindics Balázs Birovecz Bátor Péter Újpesti TE | 3:10,72          | Fodor Péter Együd Máté Nadj Levente Enyingi Patrik MATE - GEAC           | 3:11,12          | Zemen Zalán Marx Bence Makovinyi Attila Simon Péter Győri AC                 | 3:21,11          |
| 4 × 800 m              | Lázár Marcell Birovecz Bátor Péter Pap Dávid Szinte Bálint Újpesti TE              | 7:43,22          | Valler Tamás Fritz László Fazekas András Máté Lomb Ádám Pécsi VSK        | 7:47,80          | Makovinyi Attila Szalai Barna Simon Péter Marx Bence Győri AC                | 7:49,34          |
| félmaraton             | Szemerei Levente Szekszárdi Sportközpont                                           | 1:03:25          | Lomb Ádám Pécsi VSK                                                      | 1:05:49          | Szögi István Sportolj Velünk SE                                              | 1:06:49          |
| félmaraton csapat      | Csere Gáspár Farkas Dárius Vitárius Bence TFSE                                     | 3:28:28          | Szögi István Nick Márton Szirbek Albert Sportolj Velünk SE               | 3:36:36          | Molnár Ákos Dombi Tamás Bohon Szilárd Vasas                                  | 3:43:14          |
| mezeifutás 8000 m      | Karsai Gábor Békéscsabai AC                                                        | 23:41            | Palkovits István Sportolj Velünk SE                                      | 24:03            | Lomb Ádám Pécsi VSK                                                          | 24:18            |
| mezeifutás csapat      | Lomb Ádám Fazekas András Valler Tamás Pécsi VSK                                    | 24               | Palkovits István Szirbek Albert Zsetnyai Ákos Sportolj Velünk SE         | 33               | Csere Gáspár Farkas Dárius Péter Barnabás TFSE                               | 37               |

### Nők
| Versenyszám            | Arany                                                                          | Arany      | Ezüst                                                                               | Ezüst                 | Bronz                                                         | Bronz                       |
| ---------------------- | ------------------------------------------------------------------------------ | ---------- | ----------------------------------------------------------------------------------- | --------------------- | ------------------------------------------------------------- | --------------------------- |
| 100 m                  | Takács Boglárka Bp. Honvéd                                                     | 11,19      | Csóti Jusztina Ferencvárosi TC                                                      | 11,48                 | Sulyán Alexa MATE-GEAC                                        | 11,57                       |
| 200 m                  | Takács Boglárka Bp. Honvéd                                                     | 23,21      | Sulyán Alexa MATE-GEAC                                                              | 23,39                 | Kriszt Sarolta MATE-GEAC                                      | 23,94                       |
| 400 m                  | Kriszt Sarolta MATE-GEAC                                                       | 52,26      | Szentgyörgyi Zita MTK Budapest                                                      | 53,23                 | Simon Virág MATE-GEAC                                         | 53,58                       |
| 800 m                  | Kéri Bianka Sportolj Velünk SE                                                 | 2:05,06    | Janositz Gréta BEAC                                                                 | 2:07,28               | Muszil Ágnes Zalaegerszegi AC                                 | 2:08,01                     |
| 1500 m                 | Böhm Lilla Bp. Honvéd                                                          | 4:14,98    | Muszil Ágnes Zalaegerszegi AC                                                       | 4:20,96               | Derdák Sára Sportolj Velünk SE                                | 4:25,76                     |
| 5000 m                 | Tóth Lili Anna Bp. Honvéd                                                      | 15:50,71   | Böhm Lilla Bp. Honvéd                                                               | 15:55,73              | Szalai Fanni Margitszigeti AC                                 | 16:20,81                    |
| 10 000 m               | Gyürkés Viktória Ikarus BSE                                                    | 32:45,88   | Böhm Lilla Bp. Honvéd                                                               | 33:54,16              | Tomaschof Kata Ferencvárosi TC                                | 37:23,14                    |
| maraton                | Csillag Eszter Csömör                                                          | 2:42:46    | Bakonyi Fruzsina Footour SE Tata                                                    | 2:48:55               | Barabás Eszter ELTE Sashegyi Gepárdok                         | 2:51:01                     |
| maraton csapat         | Csillag Eszter Zólyomi Kinga Kálóczi-Tóth Magdolna Csömör                      | 8:51:55    | Barabás Eszter Garai Ágnes Zákányi Panna ELTE Sashegyi Gepárdok                     | 8:56:50               | Több induló nem volt.                                         | Több induló nem volt.       |
| 100 m gát              | Tóth Anna Diósgyőri VTK                                                        | 13.0       | Kerekes Gréta Debreceni SC-SI                                                       | 13.0                  | Répási Petra Ferencvárosi TC                                  | 13.3                        |
| 400 m gát              | Mátó Sára MATE-GEAC                                                            | 55,47      | Lalik Petra Diósgyőri VTK                                                           | 58,91                 | Prutkay Kata Ikarus BSE                                       | 1:00,72                     |
| 3000 m akadály         | Urbán Zita Bp. Honvéd                                                          | 10:22,13   | Jánosi Lilla TFSE                                                                   | 11:05,23              | Dobó Eszter Vasas                                             | 11:11,86                    |
| magasugrás             | Bátori Lilianna Vasas                                                          | 1,87 m     | Fekete Fédra Bp. Honvéd                                                             | 1,75 m                | Macsali Blanka Vasas                                          | 1,68 m                      |
| rúdugrás               | Klekner Hanga Debreceni SC-SI                                                  | 4,57 m     | Mészáros Emma KSI                                                                   | 3,90 m                | Garamvölgyi Petra Pécsi VSK                                   | 3,90 m                      |
| távolugrás             | Bánhidi-Farkas Petra Bp. Honvéd                                                | 6,60 m     | Lesti Diana Tatabányai SC                                                           | 6,53 m                | Endrész Klaudia Kecskeméti ARC                                | 6,25 m                      |
| hármasugrás            | Virók Erna Ferencvárosi TC                                                     | 13,10 m    | Nyisztor Petra Nyíregyházi SC                                                       | 12,84 m               | Szabó Beatrix MTK Budapest                                    | 12,78 m                     |
| súlylökés              | Beregszászi Renáta Szegedi VSE                                                 | 15,93 m    | Veiland Violetta Szegedi VSE                                                        | 14,93 m               | Kling Réka AC Bonyhád                                         | 14,36 m                     |
| diszkoszvetés          | Kerekes Dóra Nyíregyházi SC                                                    | 50,99 m    | Váradi Krisztina Maximus SE                                                         | 47,33 m               | Baukó Petra Békéscsabai AC                                    | 47,25 m                     |
| kalapácsvetés          | Gyurátz Réka Dobó SE                                                           | 68,78 m    | Németh Zsanett Dobó SE                                                              | 66,13 m               | Viszkeleti Villő Dobó SE                                      | 62,03 m                     |
| gerelyhajítás          | Kövér Fanni VEDAC                                                              | 54.87 m    | Bogdán Annabella Békéscsabai AC                                                     | 54,05 m               | Diósi-Moravcsik Angéla MTK Budapest                           | 52,87 m                     |
| hétpróba               | Nemes Rita MTK Budapest                                                        | 6276       | Szűcs Szabina Bp. Honvéd                                                            | 5996                  | Kriszt Sarolta Mária MATE-GEAC                                | 5956                        |
| 5000 m gyaloglás       | Kovács Alexandra Békéscsabai AC                                                | 22:32,96   | Spiller Tiziana Bp. Honvéd                                                          | 23:04,67              | Csörgő Dóra Bp. Honvéd                                        | 24:19,46                    |
| 10 000 m gyaloglás     | Récsei Rita Bp. Honvéd                                                         | 44:55,77   | Oláh Barbara Békéscsabai AC                                                         | 45:54,25              | Kovács Alexandra Békéscsabai AC                               | 45:59,35                    |
| 20 000 m gyaloglás     | Madarász Viktória Újpesti TE                                                   | 1:36:06,05 | Torma Anett Győri AC                                                                | 2:09:01,37            | Több célba érkező nem volt.                                   | Több célba érkező nem volt. |
| 20 km gyaloglás        | Madarász Viktória Újpesti TE                                                   | 1:30:54    | Récsei Rita Bp. Honvéd                                                              | 1:31:40               | Spiller Tiziana Bp. Honvéd                                    | 1:34:21                     |
| 20 km gyaloglás csapat | Récsei Rita Spiller Tiziana Csörgő Dóra Bp. Honvéd                             | 4:48:41    | Több induló nem volt.                                                               | Több induló nem volt. | Több induló nem volt.                                         | Több induló nem volt.       |
| 4 × 100 m              | Répási Petra Csóti Jusztina Szikossy Szilvia Guba Liliána Ferencvárosi TC      | 45,08      | Káldi Panna Kovács Anna Mária Nagy Pálma Major Ágnes Zalaegerszegi AC               | 49,87                 | több induló nem volt                                          | több induló nem volt        |
| 4 × 200 m              | Szikossy Szilvia Guba Liliána Szücs Dóra Zita Kulcsár Panka Ferencvárosi TC    | 1:39,07    | Boldogh Boróka Gál Nikolett Rőczei Gréta Lalik Petra Diósgyőri VTK                  | 1:42,80               | Bán Eszter Tóth Barbara Nyilasi Diána Kovács Léna Újpesti TE  | 1:45,07                     |
| 4 × 400 m              | Dobránszky Laura Mátó Sára Lőkös Laura Nádházy Evelin MATE-GEAC                | 3:42,08    | Ádám Hanna Felber Kata Besenyődi Petra Kéri Bianka Sportolj Velünk SE               | 3:46,72               | Nyilasi Diána Kalmár Alíz Kovács Léna Brucker Lili Újpesti TE | 3:48,06                     |
| 4 × 800 m              | Mező Zsófia Márta Varga Gréta Barbara Nagy Nóra Derdák Sára Sportolj Velünk SE | 9:18,49    | Hazay Krisztina Eszter Kocsis Kata Varga Dominika Zoé Lóránt Boróka Ferencvárosi TC | 9:35,02               | Moser Boglárka Gál Petra Grubits Enikő Köcsky Tamara SMAFC    | 9:46,17                     |
| félmaraton             | Szabó Nóra MTK                                                                 | 1:12:08    | Kovács-Garami Katalin Bp. Honvéd                                                    | 1:18:37               | Tomaschof Kata Ferencvárosi TC                                | 1:20:35                     |
| félmaraton csapat      | Barabás Eszter Garai Ágnes Herczog Anna ELTE SE Sashegyi Gepárdok              | 4:11:31    | Zákányi Panna Tüttő Júlia Bognár Csilla ELTE SE Sashegyi Gepárdok                   | 4:21:25               | Tomaschof Kata Csáki Enikő Hazay Krisztina Ferencvárosi TC    | 4:30:43                     |
| mezeifutás 5000 m      | Böhm Lilla Bp. Honvéd                                                          | 16:59      | Máramarosi Rita Tempo-Aqua                                                          | 17:17                 | Farkas-Ohn Kinga MATE-GEAC                                    | 17:33                       |
| mezeifutás csapat      | Böhm Lilla Urbán Zita Dugasz Emese Bp. Honvéd                                  | 11         | Varga Gréta Barbara Nagy Nóra Gedra Szabina Sportolj Velünk SE                      | 41                    | Farkas-Ohn Kinga Mátó Sára Regenye Júlia MATE-GEAC            | 48                          |

### Téli dobóbajnokság
Férfiak
| Versenyszám   | Arany                          | Arany   | Ezüst                  | Ezüst   | Bronz                      | Bronz   |
| ------------- | ------------------------------ | ------- | ---------------------- | ------- | -------------------------- | ------- |
| diszkoszvetés | Csontos Márton BSC             | 54,54 m | Dobó Zsombor SZVSE     | 54,26 m | Strigencz Zalán VEDAC      | 50,91 m |
| kalapácsvetés | Halász Bence Dobó SE           | 75,48 m | Varga Donát Dobó SE    | 72,49 m | Czeller Gábor Sándor VEDAC | 71,85 m |
| gerelyhajítás | Herczeg György Ferencvárosi TC | 79,66 m | Fedor Dávid Újpesti TE | 61,17 m | Tombor Kristóf VEDAC       | 58,90 m |

Nők
| Versenyszám   | Arany                | Arany   | Ezüst                           | Ezüst   | Bronz                      | Bronz   |
| ------------- | -------------------- | ------- | ------------------------------- | ------- | -------------------------- | ------- |
| diszkoszvetés | Kerekes Dóra NYSC    | 51,19 m | Váradi Krisztina Maximus SE     | 45,46 m | Péter-Szabó Sára SZVSE     | 44,35 m |
| kalapácsvetés | Gyurátz Réka Dobó SE | 65,48 m | Viszkeleti Villő Dobó SE        | 63,55 m | Csatári Jázmin VEDAC       | 62,93 m |
| gerelyhajítás | Szilágyi Réka DSC    | 60,17 m | Bogdán Annabella Békéscsabai AC | 58,82 m | Eszenyi Napsugár MATE-GEAC | 42,74 m |